# 462 př. n. l.

## Hlava státu
- Perská říše – Artaxerxés I. (465 – 424 př. n. l.)
- Egypt – Artaxerxés I. (465 – 424 př. n. l.)
- Sparta – Pleistarchos (480 – 458 př. n. l.) a Archidámos II. (469 – 427 př. n. l.)
- Athény – Tlepolemus (463 – 462 př. n. l.) » Conon (462 – 461 př. n. l.)
- Makedonie – Alexandr I. (498 – 454 př. n. l.)
- Epirus – Admetus (470 – 430 př. n. l.)
- Římská republika – konzulé L. Lucretius Tricipitinus a T. Veturius Geminus Cicurinus (462 př. n. l.)
- Kartágo – Hanno II. (480 – 440 př. n. l.)